# Aspach (Germania)
Aspach è un comune tedesco di 8 298 abitanti, situato nel land del Baden-Württemberg.

## Sport

### Calcio
La squadra locale è lo Sportgemeinschaft Sonnenhof Großaspach che gioca alla Mechatronik Arena.